# Computer Games Magazine
Computer Games Magazine — американский журнал, посвящённый компьютерным играм, выходивший с 1988 по 2007 год. До 2000 года журнал был известен под названием Computer Games Strategy Plus  и был основан как Games International в Великобритании. Журнал освещал широкий спектр игровых платформ и жанров, но основной тематикой журнала были компьютерные стратегические игры.
Журнал выходил на протяжении 19 лет, что делает его одним из самых долго существовавших переиодических изданий о компьютерных играх.

## История
Журнал начал выходить в 1988 году в Великобритании под названием Games International. Создателем и первым главным редактором журнала был Брайан Уокер. Название журнала отражало первоначальную тематику издания — охват индустрии игр всего мира.
В 1991 году Уокер переименовал журнал в Strategy Plus, чтобы подчеркнуть ориентированность на стратегические игры. В том же году он продал журнал Йелю и Тине Брозенам из США, владельцам службы доставки компьютерных игр по почте Chips & Bits. На момент продажи у журнала было 240000 подписчиков. Новые издатели переименовали издание в Computer Games: Strategy Plus.
В 1999 компания TheGlobe.com приобрела Chips & Bits вместе с журналом. В третий и последний раз издание было переименовано, получив название Computer Games Magazine. Под новым руководством журнал стал отходить от жесткой тематики игр для персональных компьютеров и начал публиковать статьи об играх для игровых приставок.
Осенью 2006 года начал выходить спин-офф журнал MMO Games Magazine, посвящённый массовым многопользовательским ролевым играм.
13 марта 2007 года издатель Theglobe.com объявил о том, что оба журнала Computer Games Magazine и MMO Games Magazine будут закрыты, в связи с тем, что компания вынуждена выплачивать многомиллионный штраф, после того как по решению суда она была признана виновной в рассылке спама через социальную сеть MySpace.
В октябрьском номере за 2007 год журнала Games for Windows: The Official Magazine было опубликовано письмо всем читателям Computer Games Magazine, в котором сообщалось, что все, у кого есть действительная подписка, будут получать журнал Games for Windows.

## Система оценок
Оценивая игры, рецензенты Computer Games Magazine выдавали им звезды по пятибалльной шкале — от одной до пяти звезд с шагом в 0,5 звезды. Для журнала приоритетными факторами оценивания были технические аспекты игр, такие как плавность анимации и отзывчивость управления.

## В других странах
Греческая версия Computer Games Magazine выходила с июня 2000 года по июнь 2008 года. Всего вышло 92 номера журнала. 
Существовала мексиканская версия журнала.